# Edward Hebern

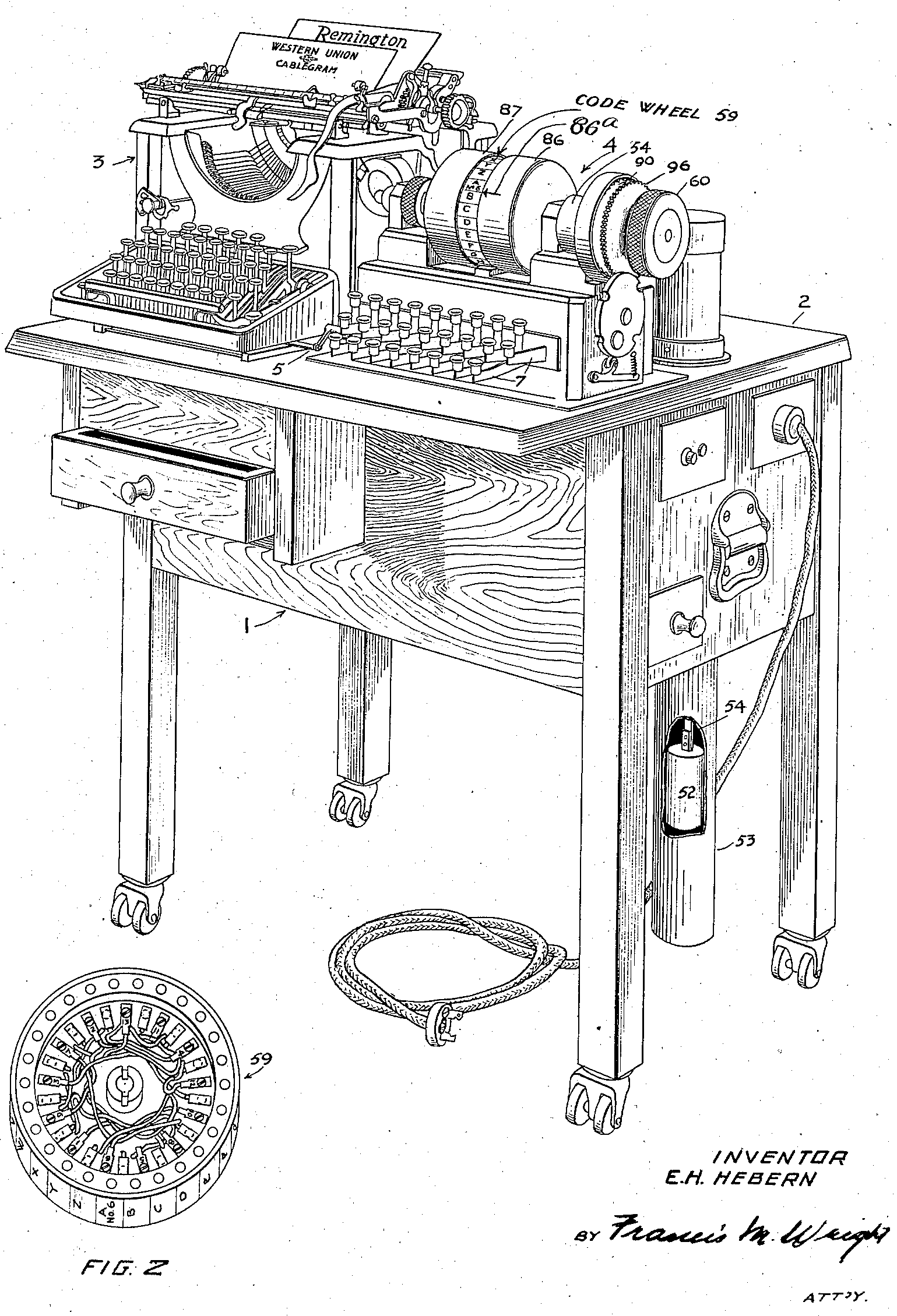
Een patenttekening van Hebern

Edward Hugh Hebern (Streator, Illinois 23 april 1869 – 10 februari 1952) was uitvinder van een van de eerste rotormachines.
Hebern groeide op in een weeshuis voor soldaatskinderen in Bloomingdale. Als jonge man had hij verscheidene banen alvorens hij timmerman werd. Op ongeveer 40-jarige leeftijd raakte Hebern geïnteresseerd in cryptografie. Vanaf 1912 vroeg hij voor verschillende vindingen patent aan waaronder, in 1914, voor een machine bestaande uit twee aan elkaar verbonden elektronische type-machines, een vrij simpele (monoalfabetische) manier van versleutelen maar wel elektromechanisch.
Tekeningen van de hand van Hebern uit 1917 waarop het principe van de rotormachine uiteengezet wordt hebben lange tijd te boek gestaan als de vroegst bekende uitvinding van de rotormachine. In 2003 poneerde Karl de Leeuw in cryptologia echter dat het concept van de rotormachine reeds in 1915 door twee heren van de Nederlandse marine (Theo van Hengel en R.P.C. Spengler) uitgewerkt was.
Naast Hebern hielden omstreeks deze tijd ook Arthur Scherbius, Hugo Alexander Koch en Arvid Gerhard Damm zich bezig met het concept. Alle drie hebben patenten die ouder zijn dan het patent dat Hebern voor zijn rotormachine aanvroeg. Hebern vroeg het patent pas aan nadat de cryptoanalist van de Amerikaanse marine Agnes Meyer (later Driscoll) in 1921 een van zijn advertenties waarin de machine als "onbreekbaar" werd voorgesteld onder ogen kreeg en hem uitnodigde voor een demonstratie. In dat jaar richtte Hebern ook het bedrijf Hebern Electric Code op, het eerste bedrijf in Amerika dat zich bezighield met commerciële cryptografie.
Het bedrijf had buiten cryptografische patenten ook patenten op onder meer elektronische type-machines en richtingaanduidingssystemen voor in auto's en had dientengevolge weinig moeite om zo'n $1.000.000 aan aandelen uit te zetten bij zo'n 2500 aandeelhouders. In 1922 werd een grote fabriek opgezet en in 1923 nam hij Agnes Meyer (dan Driscoll) aan om zorg te dragen voor de contacten met de marine. Hebern was dusdanig trots op zijn "Hebernmachine" dat hij er een ode aan schreef.
Grote orders bleven echter uit. De marine betaalde hem $500 per stuk voor twee reeds geleverde machines en bestelde er twee bij voor $600. De Pacific Streamship Company kocht er zeven, de Italiaanse overheid een en ook de Britse Admiraliteit bestudeerde er een. Onderwijl begonnen de aandeelhouders te klagen. Een onderzoek werd ingesteld en in maart 1926 werd Hebern schuldig bevonden aan overtredingen van de corporate securities act van Californië. Hoewel dit vonnis later nietig werd verklaard waren Heberns kansen om meer kapitaal te genereren verkeken. Drie maanden later was het bedrijf failliet. Hebern gaf niet op een incorporeerde de International Code Machine Company.
Vanaf 1928 braken betere tijden aan. De marine schafte vijf, door Hebern en zijn werknemers met de hand vervaardigde, 5-rotormachines aan voor $750 per stuk plus $20 per rotor. Hoewel William F. Friedman tegen die tijd al een doorbraak had gemaakt met het breken van de eerste rotormachine testte de marine slechts de mechanische betrouwbaarheid en niet de cryptografische capabiliteiten van de machine. Ze werden ingezet voor een deel van de communicatie van de "high-command" van de marine en in 1931 werden er nog 31 machines aangeschaft voor $54.480.
Hebern bleef zijn machines doorontwikkelen maar kwam in 1934 met een versie die op een mislukking uitdraaide. Hierop besloot de marine abrupt en in niet mis te verstane woorden de zaken met Hebern te discontinueren. De machines die al in gebruik waren bleven dat tot in 1936 toen ze door, niet door Hebern ontwikkelde, andere rotormachines vervangen werden. Een aantal exemplaren bleven zelfs in gebruik tot 1942 en de Japanners wisten er tijdens de Tweede Wereldoorlog twee buit te maken.
Hebern leefde ondertussen van door bezittingen van de zuster van zijn vrouw gegenereerd inkomen en bleef doorgaan met de ontwikkeling van zijn machines. In 1941 verliest hij een patentzaak van International Business Machines. Omdat hij ervan overtuigd was dat de Amerikaanse strijdkrachten van zijn ideeën gebruik waren blijven maken diende hij in 1947 een claim van $50 000 000 in. In 1953, een jaar nadat Hebern was overleden, verwierpen de departementen van het leger, de luchtmacht en de marine de claim. Hierop dienden zijn nabestaanden en nieuwe claim in voor hetzelfde bedrag. Uiteindelijk werd de zaak in 1958 geschikt voor $30 000, eerder uit angst dat cryptografische geheimen uit zouden lekken dan uit rechtvaardigheidsgevoel. David Kahn stelt hierover:

De betaling was disproportioneel aan Heberns bijdrage die weliswaar niet $50 000 000 maar op zijn minst $1 000 000 waard was. Hebern verdiende beter. Zijn verhaal, tragisch, onrechtvaardig en aandoenlijk, doet zijn land geen eer aan.(vert. red)

Hebern stierf aan een hartaanval.